# ويم دي بوا
ويم دي بوا (بالهولندية: Wim de Bois)‏ (19 يونيو 1896 في هولندا - 1 أغسطس 1975 في هولندا) هو مدرب كرة قدم ولاعب كرة قدم هولندي في مركز الوسط. لعب مع أياكس أمستردام.

## وصلات خارجية
- ويم دي بوا على موقع عالم كرة القدم.نت (الإنجليزية)